# Eli Danker
Eli Danker (hebräisch אלי דנקר; * 12. Oktober 1948) ist ein israelischer Schauspieler, der in zahlreichen Filmen und Fernsehserien mitgespielt hat. 

## Leben
Danker hatte sein Filmdebüt in der israelischen Comedy Nikui Rosh. Als Charakterdarsteller etablierte er sich durch die Rolle des Judas Iskariot in Jesus. Weiterhin spielte er in zahlreichen israelischen Filmen, wie z. B. Gabi Ben Yakar und B'Yom Bahir Ro'im et Dameshek, mit. 
In den 1980er Jahren war er in vielen amerikanischen Fernsehserien als Gaststar zu sehen, darunter in MacGyver und In geheimer Mission. Ab dem Jahr 2000 spielte er als Gast in den Serien Nash Bridges, The Agency – Im Fadenkreuz der C.I.A., Alias – Die Agentin, The West Wing, JAG – Im Auftrag der Ehre und The Closer mit.

## Filmografie (Auswahl)
- 1979: Jesus
- 1982: Gabi Ben Yakar
- 1983: B'Yom Bahir Ro'im et Dameshek
- 1983: Die Libelle (The Little Drummer Girl)
- 1987: Bouba
- 1988: Feuersturm und Asche (War and Remembrance, Miniserie)
- 1988: In geheimer Mission (Mission: Impossible, Fernsehserie, eine Episode)
- 1988: Upworld – Mein Kumpel, der Kobold (Upworld)
- 1989: MacGyver (Fernsehserie, eine Episode)
- 1990: Derech Ha'nesher
- 1990: Impulse – Von gefährlichen Gefühlen getrieben (Impulse)
- 1998: Isha Beafor
- 2000: Nash Bridges (Fernsehserie, eine Episode)
- 2001: Ingil
- 2002: The Agency – Im Fadenkreuz der C.I.A. (The Agency, Fernsehserie)
- 2002: Ticker
- 2003: Alias – Die Agentin (Alias, Fernsehserie, eine Episode)
- 2003: Air Marshals - Horrorflug ins Ungewisse (Air Marshal)
- 2004: The West Wing – Im Zentrum der Macht (The West Wing, Fernsehserie, 2 Episoden)
- 2005–2006: Sleeper Cell (Fernsehserie, 2 Episoden)
- 2005: JAG – Im Auftrag der Ehre (JAG, Fernsehserie, eine Episode)
- 2005: CSI: Miami (Fernsehserie, eine Episode)
- 2005: The Cutter
- 2006: Undisputed 2 (Undisputed II: Last Man Standing)
- 2006: The Closer (Fernsehserie, 2 Episoden)
- 2006: Navy CIS (Fernsehserie, eine Episode)
- 2006–2007: Ha-Alufa (Fernsehserie, 4 Episoden)
- 2008: Lauschangriff – My Mom’s New Boyfriend (My Mom's New Boyfriend)
- 2010: The Mentalist (Fernsehserie, eine Episode)